# Alchemilla schistophylla
Alchemilla schistophylla é uma espécie de rosácea do gênero Alchemilla, pertencente à família Rosaceae.